# Універсальне накриття
Універсальне накриття — накриття зв'язного топологічного простору однозв'язним накриваючим простором.

## Приклади
- Дійсна пряма {\displaystyle \mathbb {R} } є універсальним накриттям кола {\displaystyle S^{1}}.
- {\displaystyle n}-вимірна сфера {\displaystyle S^{n}} є універсальним накриттям дійсного проективного простору {\displaystyle \mathbb {R} \mathrm {P} ^{n}} при {\displaystyle n>1}.

## Властивості
- Універсальне накриття регулярне.

Гавайська сережка

- Усі локально однозв'язні зв'язні простори допускають універсальне накриття.
- Прикладом простору, який не дозволяє універсальне накриття, є так звана гавайська сережка; об'єднання послідовності попарно дотичних у одній точці кіл із радіусами, що прямують до нуля.